# Loma (Dakota del Nord)
Loma è un centro abitato (city) degli Stati Uniti d'America, situato nella Contea di Cavalier nello Stato del Dakota del Nord. Nel censimento del 2010 la popolazione era di 16 abitanti. La città è stata fondata nel 1905.

## Geografia fisica
Secondo i rilevamenti dell'United States Census Bureau, la località di Loma si estende su una superficie di 69,40 km², dei quali 68,3 km² sono occupati da terre, mentre 1,1 km² dalle acque.

## Popolazione

### Censimento 2010
Nel 2010 abitavano a Loma 16 persone. La densità di popolazione era di 0,2 ab./km². Nel territorio comunale si trovavano 13 unità edificate. Per quanto riguarda la composizione etnica degli abitanti, il 100% era bianco.
L'età media della popolazione era di 43 anni, il 25% della popolazione di età inferiore ai 18 anni, il 12,5% fra i 18 e i 24 anni, il 12,5% compreso fra i 25 e i 44 anni, il 31,25 % compreso fra i 45 e i 64 anni e il 18,75% con più di 65 anni.
Il 56,25 % degli abitanti era composta da maschi e il 43,75% da femmine.

### Censimento 2000
Secondo il censimento del 2000, a Loma vivevano 21 persone, ed erano presenti 7 gruppi familiari. La densità di popolazione era di 0,3 ab./km². Nel territorio comunale si trovavano 10 unità edificate. Per quanto riguarda la composizione etnica degli abitanti, il 100% era bianco.
Per quanto riguarda la suddivisione della popolazione in fasce d'età, il 19,0% era al di sotto dei 18, il 4,8% fra i 18 e i 24, il 19,0% fra i 25 e i 44, il 19,0% fra i 45 e i 64, mentre infine il 38,2% era al di sopra dei 65 anni di età. L'età media della popolazione era di 58 anni. Per ogni 100 donne residenti vivevano 110,0 maschi.